# 第二届阿米尔·谢里夫丁内阁
第二届阿米尔·谢里夫丁内阁是印度尼西亚共和国第6届内阁，也是阿米尔·谢里夫丁总理领导的最后一届内阁。本届内阁的组成是因为马斯友美党的加入，该党获得了三个职位。本届内阁从1947年11月12日到1948年1月23日，只持续了两个月又八天，倒台又是因为马斯友美党的原因，该党反对政府与荷兰人签订《伦维尔协定》，属于该党的内阁成员集体辞职。

## 组成

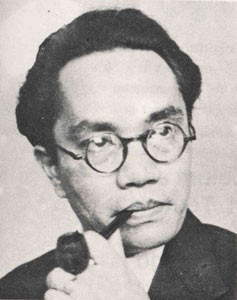
阿米尔·谢里夫丁总理兼防长

11月11日内阁改组后，当时的印尼最高立法机构（相当于议会）印度尼西亚中央国民委员会工作委员会宣布了新内阁成员名单。11月12日中午内阁成员正式就任。

### 领导层
- 总理兼国防部长：阿米尔·谢里夫丁（社会党）
- 第一副总理：谢姆斯丁（马斯友美党）
- 第二副总理：翁多阿米塞诺（印度尼西亚伊斯兰联盟党）
- 第三副总理：塞蒂亚吉德·苏贡多（印度尼西亚工党）
- 第四副总理兼经济部长：阿德南·卡保·加尼（印度尼西亚民族党）

### 部长
- 内政部长：穆罕默德·鲁姆（马斯友美党）
- 外交部长：阿古斯·萨利姆（无党派）
- 教育部长：阿里·沙斯特罗阿米佐约（印度尼西亚民族党）
- 财政部长：亚历山大·安德烈斯·马拉米斯（印度尼西亚民族党）
- 新闻部长：夏赫布丁·拉蒂夫（印度尼西亚伊斯兰联盟党）
- 交通部长：朱安达·卡塔维查亚（无党派）
- 公共工程部长：赫尔林·拉奥（印度尼西亚民族党）
- 卫生部长：约翰内斯·莱梅纳（印度尼西亚基督教党）
- 社会事务部长：苏普罗佐（印度尼西亚工党）
- 司法部长：苏桑托·蒂尔托普罗佐（印度尼西亚民族党）
- 宗教事务部长：马希库尔（马斯友美党）
- 劳工部长：苏拉斯特丽·卡尔玛·特里穆尔蒂（印度尼西亚工党）

### 无任所国务部长
- 国务部长：斯里苏丹哈孟库布沃诺九世（无党派）
- 国务部长：马鲁托·达鲁斯曼（印度尼西亚共产党）
- 国务部长：安瓦尔·特约克罗阿米诺托（马斯友美党）

### 其他国务部长
- 青年事务国务部长：维卡纳（青年代表大会）
- 粮食事务国务部长：苏亚斯（印度尼西亚农民阵线）
- 土生华人事务国务部长：萧玉灿（无党派）
- 警察事务国务部长：辛德罗马尔托诺（社会党）

### 初级部长
- 内政部初级部长：阿卜杜尔·马吉德·佐约阿迪宁拉特（社会党）
- 外交部初级部长：坦西尔（社会党）
- 司法部初级部长：卡斯曼·辛奥迪默佐（马斯友美党）
- 经济部第一初级部长：伊格纳蒂乌斯·约瑟夫·卡西莫·亨德罗瓦希奥诺（印度尼西亚天主教党）
- 经济部第二初级部长：阿吉·达尔莫·特约克罗内戈罗（社会党）
- 国防部初级部长：阿鲁吉·卡塔维纳塔（印度尼西亚伊斯兰联盟党）
- 财政部初级部长：王永利（社会党）
- 新闻部初级部长：塞蒂亚迪（社会党）
- 卫生部初级部长：萨特里奥（印度尼西亚工党）
- 社会事务部初级部长：苏科索·维尔约萨皮特罗（印度尼西亚伊斯兰联盟党）
- 劳工部初级部长：韦洛坡（印度尼西亚民族党）

## 倒台
马斯友美党从一开始就对内阁的组成有所不满，他们认为新内阁并不是一个真正的包容各方的内阁。了解到政府将与荷兰签订《伦维尔协定》，马斯友美党内阁成员于1948年1月16日退出内阁。协定签订的第二天（1月18日），印尼民族党也撤回了对阿米尔·谢里夫丁总理的支持，总理于1月23日辞职。

### 书目
- Kahin, George McTurnan (1952) Nationalism and Revolution in Indonesia Cornell University Press, ISBN 0-8014-9108-8
- P. N. H. Simanjuntak (2003) Kabinet-Kabinet Republik Indonesia: Dari Awal Kemerdekaan Sampai Reformasi (Cabinets of the Republic of Indonesia: From the Beginning of Independence to the Reform Era), Djambatan, Jakarta ISBM 979-428-499-8 （印尼文）